# Mediala bipars
Mediala bipars là một loài bướm đêm thuộc họ Erebidae. Nó được tìm thấy ở Sri Lanka.
Sải cánh dài 12–13 mm. 